# Mercury-Redstone 4
Mercury-Redstone 4 je bil vesoljski polet s človeško posadko v sklopu ameriškega projekta Mercury, izveden 21. julija 1961. Plovilo, imenovano Liberty Bell 7, je pilotiral Gus Grissom; z njim je opravil podorbitalni polet v vesolje, med katerim je dosegel višino 190 km in prepotoval okrog 480 km. To je bil drugi podorbitalni polet in tretji vesoljski polet s človeško posadko v zgodovini.